# Force démocratique
Die Force démocratique («Demokratische Kraft») ist eine politische Organisation in der Schweiz. Sie vertritt im Berner Jura jene Menschen, die sich in der Jurafrage für den Verbleib beim Kanton Bern einsetzen.

## Geschichte
Ihre Anfänge gehen auf das «Manifest der 360» zurück, das der spätere Nationalrat Roland Stähli am 14. November 1952 publizierte. Dieser Text mobilisierte innerhalb weniger Wochen Tausende von Bürgern, die dem Separatismus des Rassemblement jurassien ablehnend gegenüberstanden. Die eigentliche Gründung der Organisation, damals noch unter dem Namen Union des patriotes jurassiens (UPJ), erfolgte am 25. April 1953 in Saint-Imier. Ihre Ziele waren die Verteidigung der jurassischen Interessen im Kanton Bern, die Wahrung des Sprach- und Kulturguts sowie die Pflege guter Beziehungen zwischen dem französisch- und dem deutschsprachigen Kantonsteil.
Am 25. März 1974 benannte sich die UPJ im Hinblick auf die anstehenden Juraplebiszite in Force démocratique um. Dabei schlossen sich auch die im selben Jahr von Geneviève Aubry gegründete Frauenorganisation Groupement féminin de Force démocratique und die 1973 entstandene Jugendgruppe Sangliers an. Nachdem die Volksabstimmung vom 23. Juni 1974 eine Mehrheit für die Gründung eines Kantons Jura ergeben hatte, verlangte die Force démocratique unverzüglich die Fortsetzung des gesetzlich festgelegten Verfahrens. Bereits im September reichte sie eine Volksinitiative ein, die eine weitere Abstimmung in den probernischen südlichen Amtsbezirken Courtelary, La Neuveville und Moutier forderte. Nachdem sich diese am 16. März 1975 für den Verbleib beim Kanton Bern ausgesprochen hatten, beteiligte sich die Force démocratique unter dem Vorsitz von Marc-André Houmard aktiv an der Reorganisation des Berner Jura. Mit juristischen und publizistischen Mitteln wehrte sie sich gegen weitere Gebietsänderungen und gegen Aktivitäten des Rassemblement jurassien in den südlichen Bezirken. Ihr Presseorgan hiess Le Jurassien, 1979 trat Le Quinquet («Die Öllampe») an dessen Stelle.
Im Zuge der 1984 vom Whistleblower Rudolf Hafner aufgedeckten Berner Finanzaffäre erfuhr die Öffentlichkeit, dass die Force démocratique allein in den Jahren 1980 bis 1983 vom Kanton Bern aus einer schwarzen Kasse rund 120'000 Franken erhalten hatte, um ihre antiseparatistischen Tätigkeiten zu finanzieren. Der Kanton Jura forderte daraufhin eine Wiederholung der Volksabstimmungen in den Bezirken und in einzelnen Grenzgemeinden unter fairen Bedingungen, was das Bundesgericht 1991 jedoch letztinstanzlich ablehnte. Dieser Entscheid setzte eine Annäherung beider Kantone in Gang. Die Force démocratique begleitete diesen Vorgang und stimmte am 3. September 1994 der Einsetzung der Interjurassischen Versammlung zu. Im Rahmen dieses Gremiums wehrte sie sich gegen Versuche, den Kanton Jura und den Berner Jura zu vereinen.